# Jestřebí (okres Česká Lípa)
Jestřebí (německy Habstein) je obec v okrese Česká Lípa v Libereckém kraji, ležící 9 km jihovýchodně od města Česká Lípa a 6 km severozápadně od města Doksy. Dnešní obec je nástupcem původního městečka Krušina, které leželo přímo na úpatí hradního kopce a dodnes se z něj dochovala jen uprostřed hřbitova stojící zvonice původního, později rovněž zaniklého kostela. Do obce Jestřebí spadají vesnice Újezd, Pavlovice a Popelov a samoty či zaniklá sídla Podolec, Nový Svět a Chvístec (německy Quis). Žije zde 853 obyvatel.

## Historie
První zmínka o farní vsi pod hradem Jestřebí je z roku 1352. Tato ves byla ale zmiňovaná pod jménem Krušina, nikoliv Jestřebí, a není zřejmé, zda se toto sídlo nacházelo na stejném místě, jako pozdější obec Jestřebí.  Od roku 1405 je Krušina označována jako městečko.
Kolem poloviny 15. století se v pramenech přestalo objevovat jméno Krušina a od roku 1480 je obec jmenována výhradně jako Jestřebí.

## Památky
- Farní kostel sv. Ondřeje, zasvěcený apoštolu Ondřejovi byl zbudován jako náhrada za vyhořelý kostel původní v  letech 1780–1781 a dne 30. listopadu 1781 byl kostel vysvěcen tehdejším arciděkanem z Horní Police, P. Wenzelem Hocke. Prvním farářem byl v následujícím roce ustanoven P. Florián Knobloch. V letech 1788 - 1790 se pak dokončovala vnitřní výzdoba. Autorem maleb v kostele je jezuitský malíř Josef Kramolín,[5] který rovněž pracoval na výzdobě kostela v nedalekém městysu Holany.
- Socha sv. Antonína Paduánského na podstavci s reliéfy trojice světců a Archanděla Michaela. Socha je památkově chráněna od roku 1958 a je řazena mezi důležité doklady sochařství severních Čech z počátku 19. století (byla vytvořena pravděpodobně v roce 1819).[6]
- Zvonice při vstupu do areálu jestřebského hřbitova (na úpatí hradního kopce) je pozůstatkem původního farního kostelíka obce Krušina. V jádře se jedná o gotickou stavbu, později doplněnou novější fasádou. Dnes se zde nachází jediný zvon s velice příjemným zvukem, který nechal pro neznámý kostel ulít hrabě Jakub Černín z Chudenic. Dodnes se nezjistilo odkud a jak se tento zvon do Jestřebí dostal. V přízemí zvonice se nachází malá márnice.
- Svatá cesta se nachází u jedné ze zdí jestřebského hřbitova. Tvoří ji sedm výklenkových kaplí zasvěcených Panně Marii Sedmibolestné. Větší kaple uprostřed se sochou Panny Marie byla nazývána „Lurdskou jeskyní″.[7] Jedná se v podstatě o křížovou cestu, rozšířenou o zastavení z Ježíšova života od jeho dětství (např. Útěk do Egypta nebo Dvanáctiletý Ježíš v Chrámě). Je to barokní architektura, místy poněkud poškozená. Spolu se hřbitovem je chráněna jako nemovitá kulturní památka České republiky.[8]
- Zřícenina hradu Jestřebí se tyčí v dominantní poloze na pískovcovém skalním suku nad obcí. Jedná se o částečně do skály vysekaný hrad vyhledávaný hojně turisty. Nejpozoruhodnějším zbytkem hradu je v pískovci vytesaná prostora s významnými relikty šlapacího kola rumpálu. Pozoruhodná je rovněž absence klasických hradeb. Vrchol skalního bloku byl opatřen cimbuřím.
- Barokní fary v Jestřebí a v Pavlovicích
- Zděné a roubené domy v Pavlovicích a v Jestřebí jako příklady původní německé lidové architektury
- Dlážděná cesta s Knížecí studánkou v Pavlovicích

## Chráněná území
Do katastru Jestřebí zasahuje národní přírodní rezervace Novozámecký rybník, která je zapsána mezi světově významné mokřady Ramsarské úmluvy. Dále pak zde byla zapsaná přírodní rezervace Slunečný dvůr, v jehož sousedství, z převážné části už mimo katastr obce, bylo další chráněné území Konvalinkový vrch. V červenci 2012 byla na katastrech Jestřebí a sousedního města Doksy vyhlášena nová národní přírodní památka Jestřebské slatiny a jak Sluneční dvůr, tak Konvalinkový vrch do ní byly zahrnuty a samostatný status ztratily.
Do katastru obce Jestřebí zasahuje krajinná památková zóna Zahrádecko, prohlášená vyhláškou MK ČR č. 208/1996 Sb., ze dne 1. července 1996, o prohlášení území vybraných částí krajinných celků za památkové zóny.
V části katastru obce Jestřebí – k. ú. Pavlovice byla prohlášena opatřením obecné povahy vesnická památková zóna Pavlovice.

## Společenské organizace
Fotbalový tým mužů TJ Jestřebí-Provodín zakončil sezonu 2018/2019 v okresu Česká Lípa na 6. místě čtrnáctičlenné tabulky. V sezóně 2019/2020 opět hraje o přední příčky v OP.

## Doprava
U obce je důležitá křižovatka silnic (I/9 a I/38). Přímo v Jestřebí se nacházejí autobusové zastávky Jestřebí, škola a Jestřebí, křiž., přičemž na druhé z těchto zastávek zastavují i dálkové autobusy na trase z Prahy do Nového Boru a Rumburka. Dále jsou na území obce autobusové zastávky Jestřebí, Újezd, Jestřebí, Podolec a Jestřebí, Pavlovice. Železniční stanice Jestřebí, ležící na železniční trati 080 z Bakova nad Jizerou přes Českou Lípu do Jedlové, se však nachází v sousední obci Provodín.

## Galerie

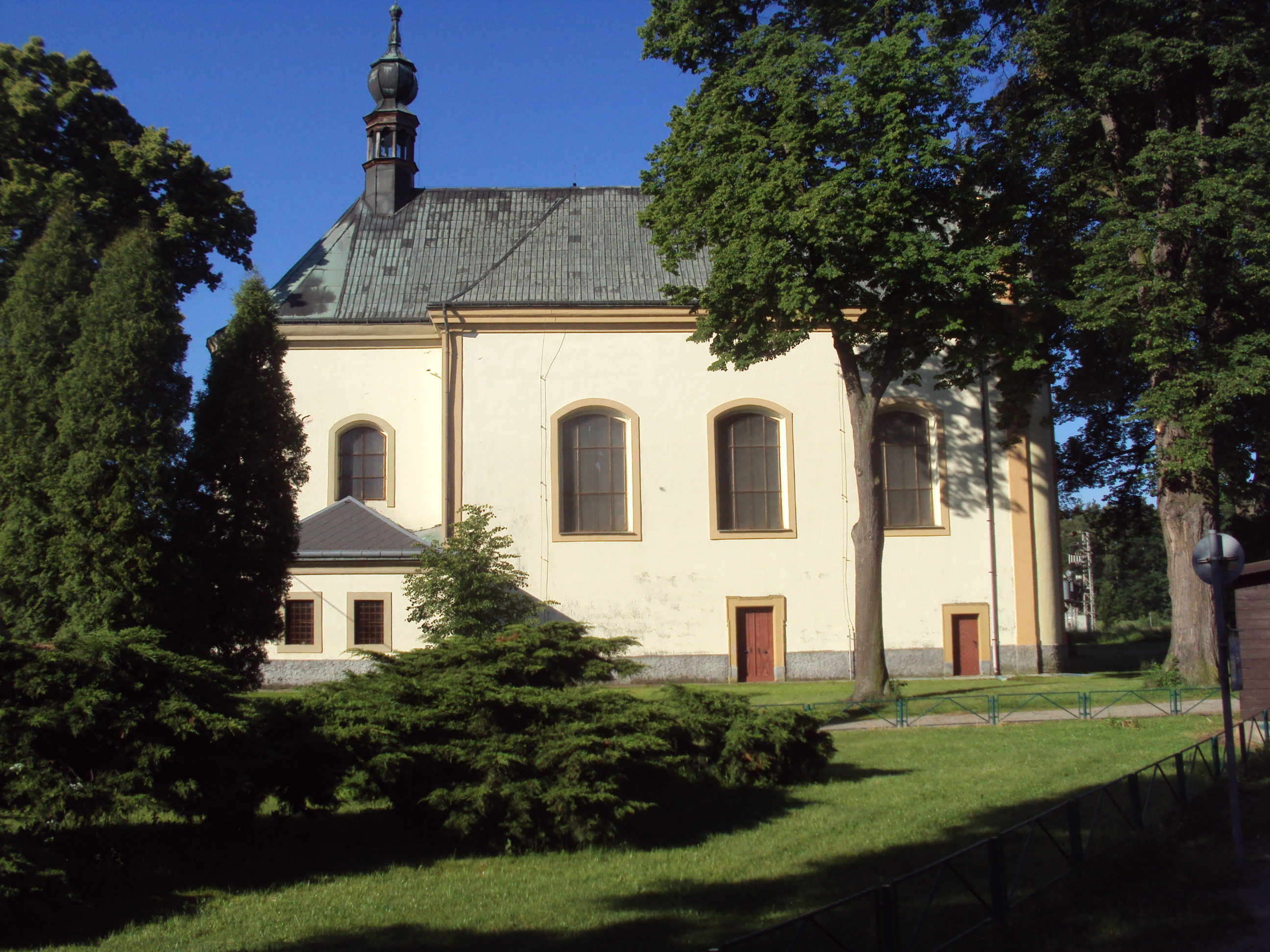
Kostel sv. Ondřeje
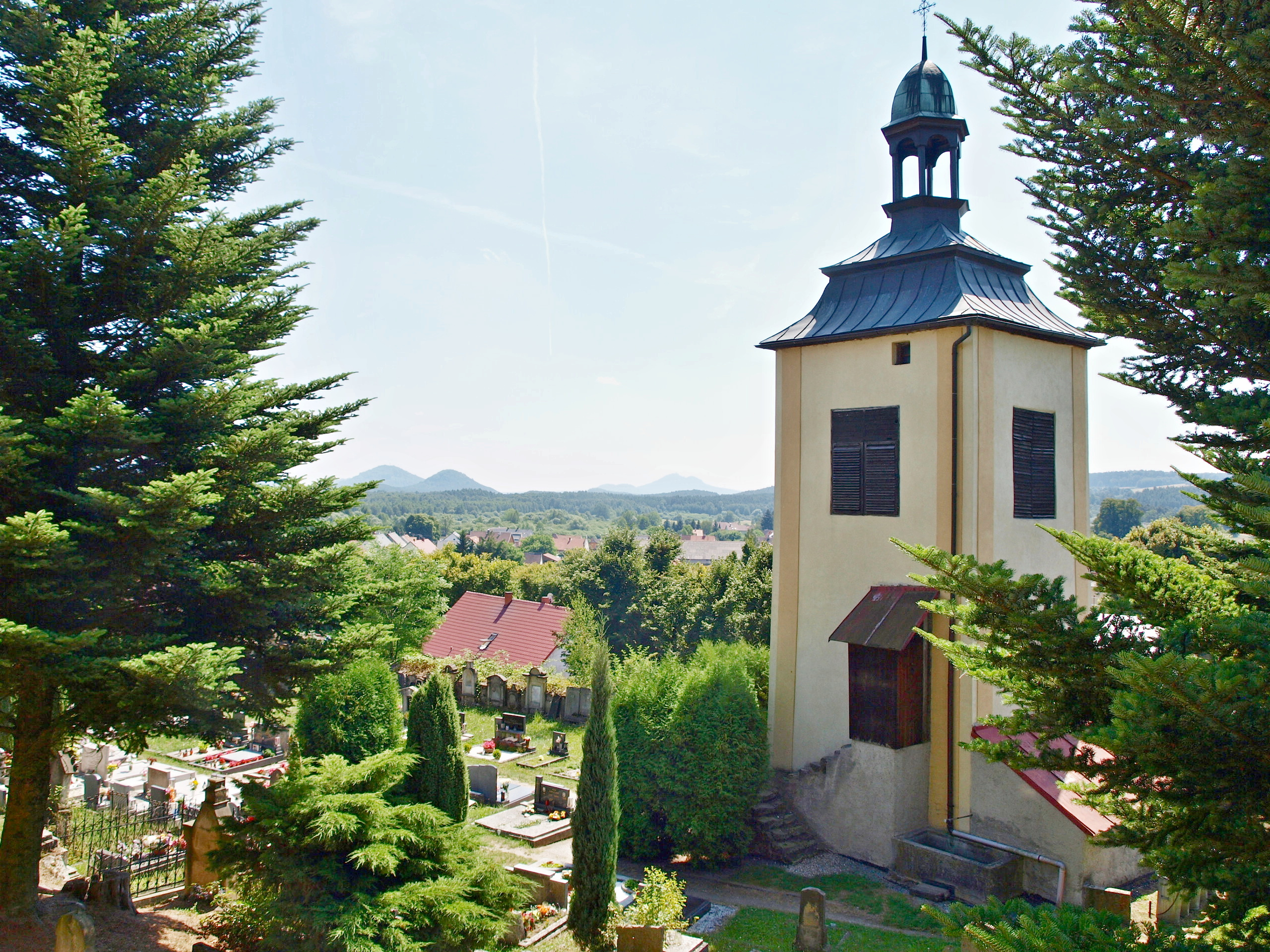
Zvonice a hřbitov v Jestřebí
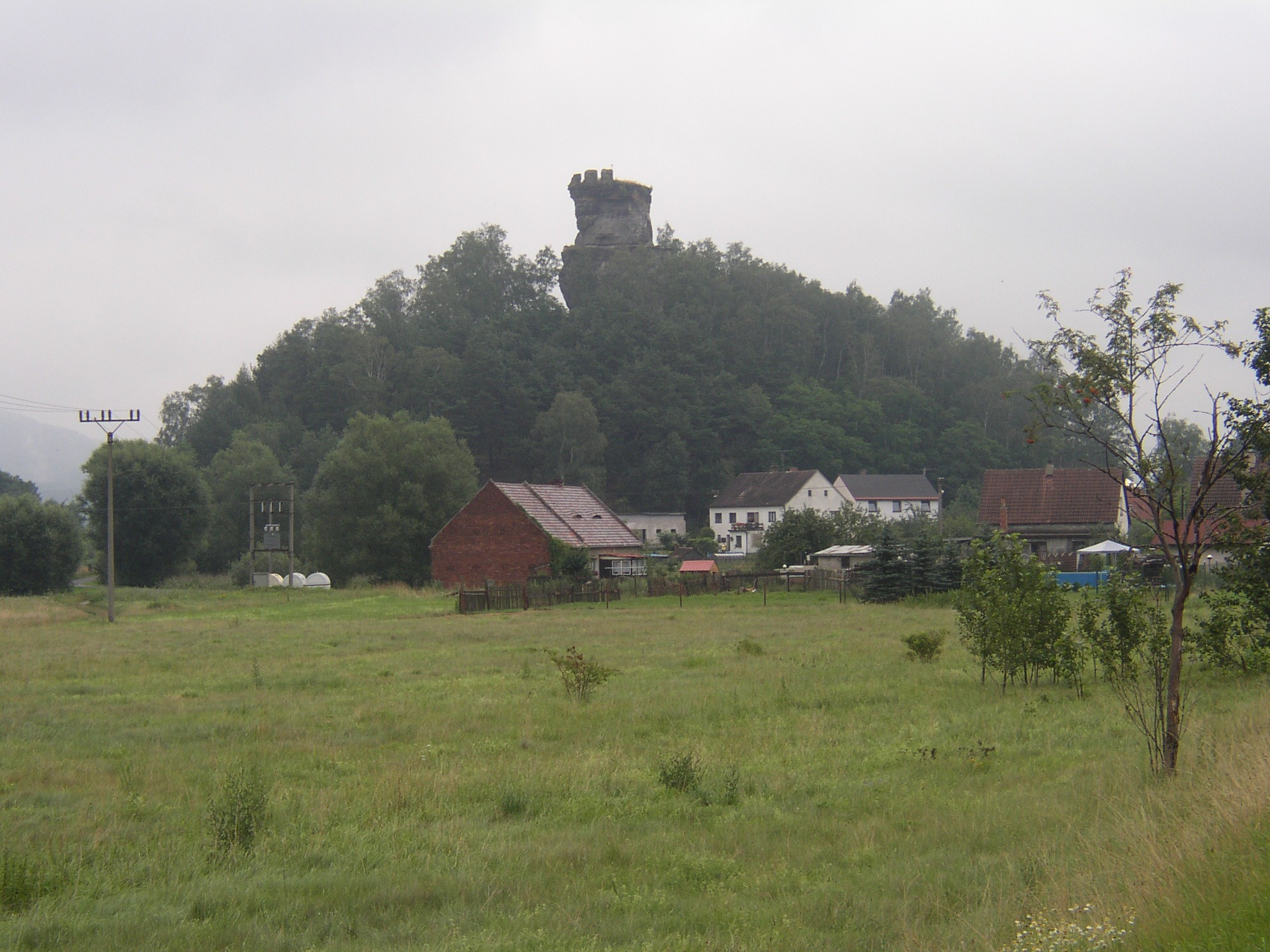
Obec Jestřebí s hradem
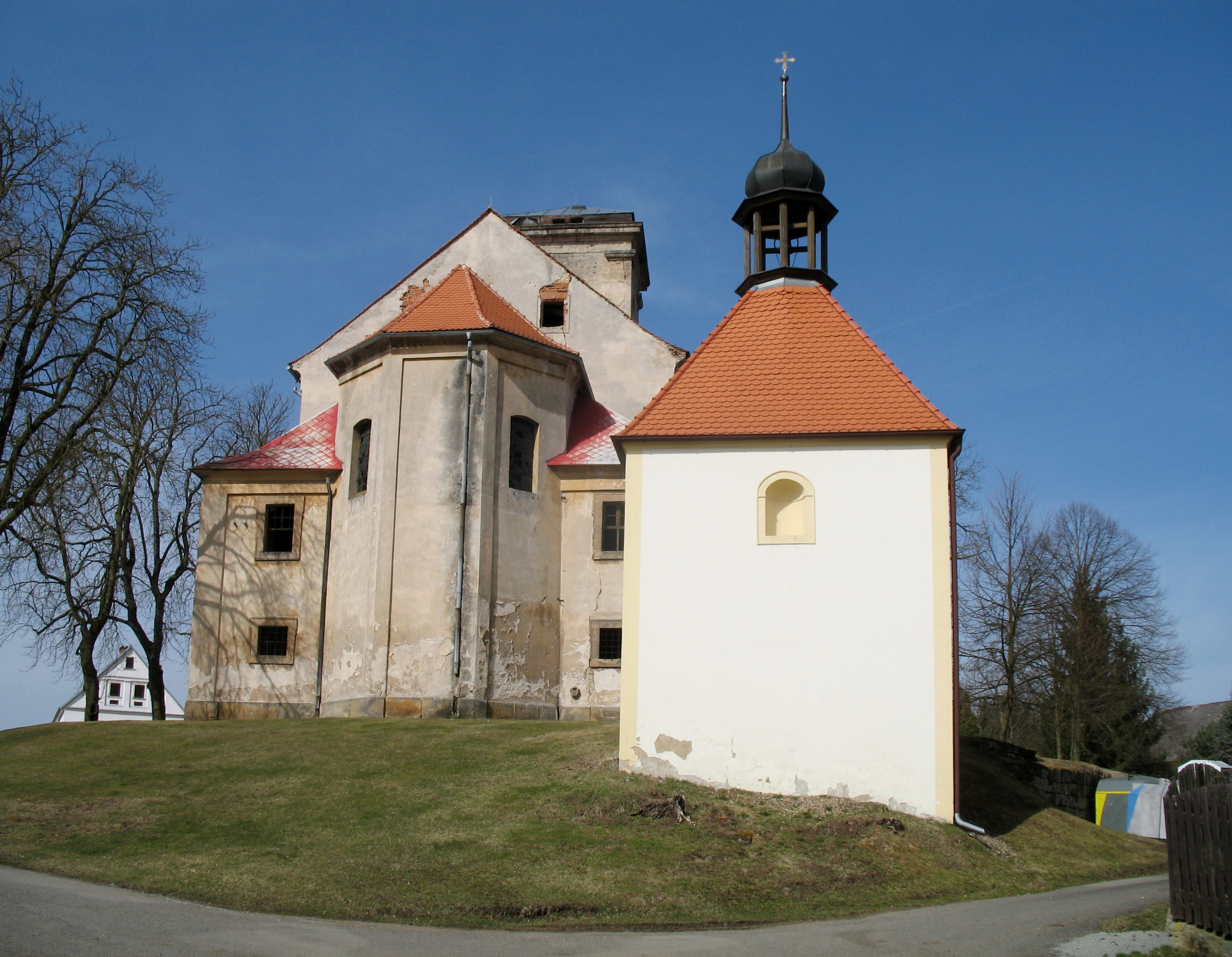
Kostel a kaple v Pavlovicích
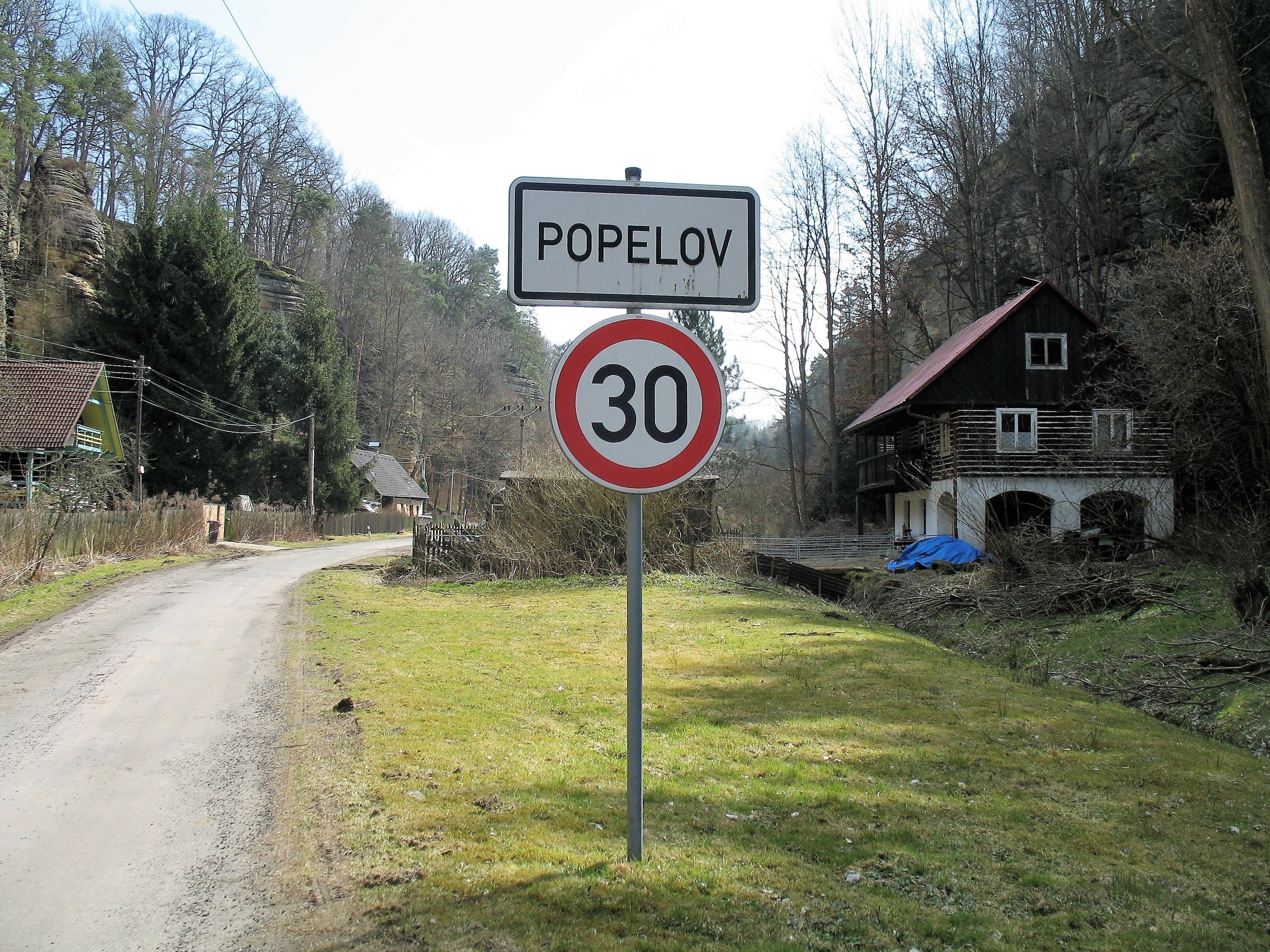
Vesnička Popelov v údolí Švábského potoka, chaloupka – příklad místní německé lidové architektury